# Jacques Guillemeau

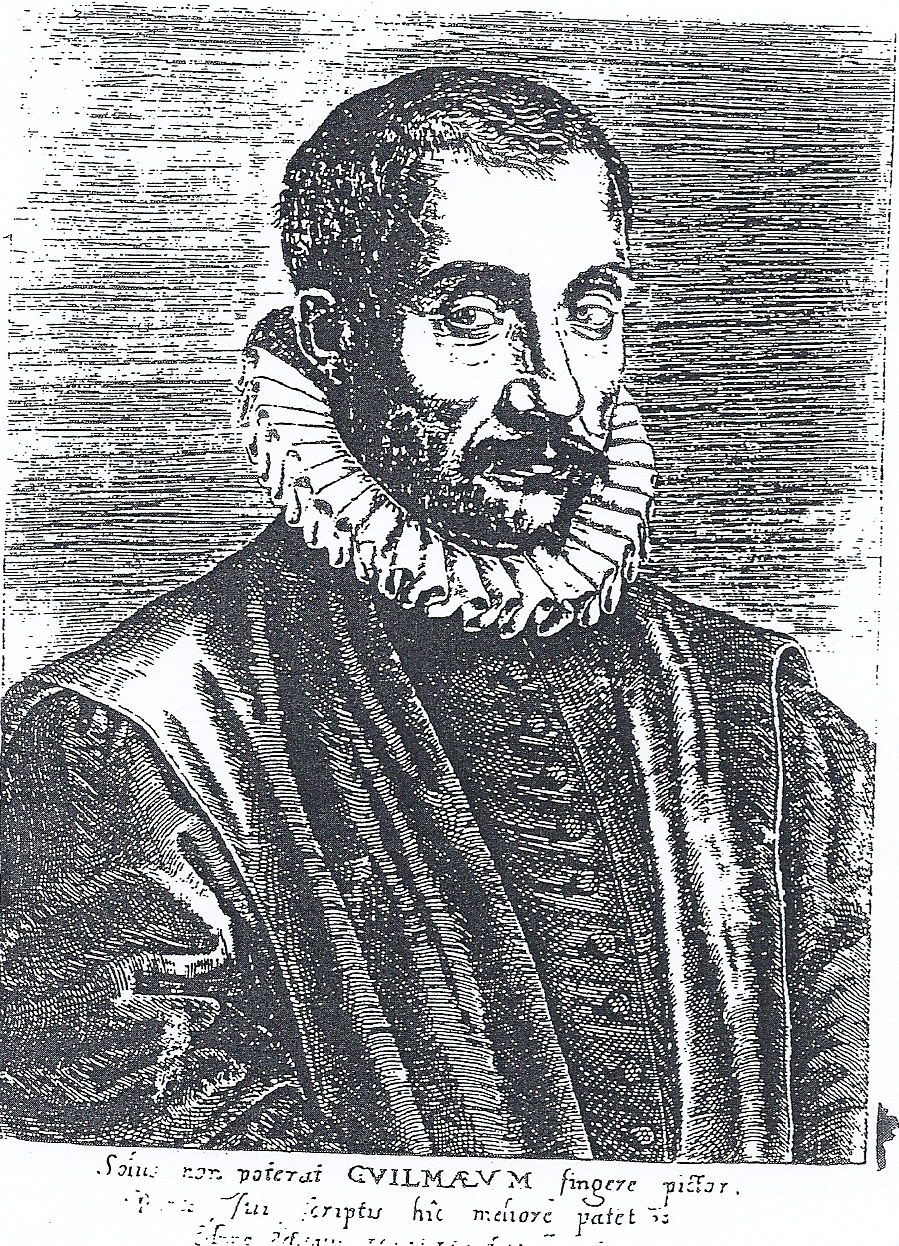
Jacques Guillemeau.

Jacques Guillemeau, född omkring 1550 i Orléans, död 13 mars 1613 i Paris, var en fransk kirurg och obstetriker.
Guillemeau studerade vid Hôtel-Dieu de Paris och tjänstgjorde hos Ambroise Paré, som han följde i fält och i den dagliga praktiken i Paris. Guillemeau utkommenderades under fyra år till den spanska armén i Flandern, där han upplärdes av utländska läkare och översatte Parés kirurgi. Han var livläkare hos Karl IX, Henrik III och Henrik IV och föreståndare för kirurgiska kollegiet från 1595.
Guillemeau var en mycket flitig författare, vars böcker översattes till flera språk. Han skrev Traité des maladies de l'oeil (1585), men utmärkte sig ej som ögonläkare. Han var en framstående kirurg; han rekommenderade vid skottsår att utvidga såret och avlägsna kulan, han förbättrade trepanen, angav en amputationsmetod, och han var den förste, som avsnörde ovanför och nedanför ett artärbråck, så att detta kunde avlägsnas i helhet. Ännu mer framstående var han inom obstetriken, ett ämne som han första gången behandlade i ett avsnitt i La chirurgie française (1594), senare i en rad skrifter, däribland De l'heureux accouchement des femmes (1609), som översattes till engelska, och som senare med förändrad titel utgavs av hans son. Hans verk utgavs, kompletterat med Traité de la génération de l'homme, under titeln Œuvres de chirurgie (1598–1612).
Guillemeau rekommenderade vändning av fostret i stället för bruk av förlossningsinstrument. Han beskrev de normala graviditetstecknen och molar graviditet samt angav en behandling vid placenta praevia. Han förespråkade kejsarsnitt på avlidna, då fostret därigenom kunde räddas, men ansåg att denna operation på levande var oförsvarlig. 